# Examen des titres immobiliers
En droit notarial, l'examen des titres immobiliers est l'une des principales tâches du notaire en matière immobilière, qui consiste à s'assurer que la chaîne des titres d'un immeuble ne souffre d'aucun vice et que l'acheteur acquiert pleinement la propriété qu'il croit acheter.  